# مایکل کسل
مایکل کسل (انگلیسی: Michael Kessel؛ زادهٔ ۲۸ اوت ۱۹۸۴) بازیکن فوتبال اهل آلمان است.
از باشگاه‌هایی که در آن بازی کرده‌است می‌توان به باشگاه فوتبال اس‌سی فورتونا کلن اشاره کرد.